# Phreatia paleata
Phreatia paleata är en orkidéart som först beskrevs av Heinrich Gustav Reichenbach, och fick sitt nu gällande namn av Heinrich Gustav Reichenbach. Phreatia paleata ingår i släktet Phreatia och familjen orkidéer. Inga underarter finns listade i Catalogue of Life.